# Antonio Costantini (politico)
Antonio Costantini (Casale sul Sile, 3 gennaio 1899 – Roma, 20 ottobre 1969) è stato un politico italiano, eletto deputato all'Assemblea Costituente.